# Pseudepipona peculiaris
Pseudepipona peculiaris är en stekelart som först beskrevs av Moravitz 1895.  Pseudepipona peculiaris ingår i släktet Pseudepipona och familjen Eumenidae. Inga underarter finns listade i Catalogue of Life.